# Gurre Slot
Gurre Slot er i dag en ruin. Kun Storetårn er bevaret i 3 meters højde og tæt omkring tårnet er en mindre ringmur med små hjørnetårne bevaret i op til 3,5 meters højde. Alt af den øvrige borg er kun fundamenter, skjult under græsset. Tårnet har ikke haft adgang fra "stueetagen" men kun fra en af de øverste etager, og er en såkaldt donjon (fransk) (engelsk: keep), et borgtårn, hvor beboerne kunne være beskyttet, mens kampe rasede udenfor.

## Beliggenhed
Beliggende vest for landsbyen Gurre mellem Helsingør og Tikøb.
Gurre Slot ligger i et sumpet område ud til Gurre Sø. I middelalderen var det mere sumpet, da vandstanden i søen er sænket. Lille Gurre Sø syd for borgen er helt tørlagt.

## Udgravningshistorie
Slotsruinen har været udgravet i flere omgange: en delvis frilæggelse af ruinen skete i 1817. I 1835 skete der en større frilæggelse af ruinerne, hvorunder 10.000 læs jord blev fjernet og murresterne opmålte og kortlagte, ligesom man foretog sonderende undersøgelser i forborgens område og nordøst for ruinen. Nye udersøgelser fandt sted i 1890-erne. I 1921 blev der frilagt rester af en stenbygning samt pælerækker syd for Gurrevej. I årene 1936-39 foretog man en restaurering af ruinen, hvorunder en brønd i centraltårnet blev udgravet, ligesom der blev udlagt søgegrøfter i alle retninger, hvilket bevirkede opdagelsen af en ydre ringmur nord for borgen. Senere skete mindre undersøgelser. I 1972 udgravede man en teglovn i skoven nordvest for slottet. Da der år 2000 skulle nedlægges fjernvarme mellem Helsingør og Tikøb, konstaterede man resterne af en brolægning under vejen, og dette førte til nye, omfattende udgravninger.

## Historie
De arkæologisk undersøgelser viser, at Gurre Slot er opført i to omgange.

### Den ældre borg
Den ældre borg, som muligvis hidrører fra Erik Menveds tid (det vil sige 1286-1319), bestod af centraltårnet, der er blevet opført på en naturlig højning i landskabet, og en forborg nord for, ligeledes opført på en naturlig forhøjning. Det er muligt, at der mellem de to banker har været en voldgrav, som imidlertid er blevet sløjfet i forbindelse med den senere ombygning.
Af den ældre fases centraltårn står kun de nedre dele af kampesten tilbage.

### Den yngre borg
Den yngre ombygning og udvidelse tillægges Valdemar Atterdag. Under denne ombygning, der måske skal dateres til 1360'erne, ombyggedes centraltårnet, og der opførtes en ringmur med fire hjørnetårne. På indersiden af rigmuren formodes at have været en vægtergang. Samtidig blev forborgen udbygget, idet der blev opført en række bygninger på kunstige forhøjninger i sumpterrænet. En af disse bygninger har været 9 m høj, idet en del af muren senere er væltet og ligger bevaret i tørven. Samtidigt blev ringmuren omkring centraltårnet omkranset af en større ydre ringmur i ca. 60 m afstand i nordlig retning og ca. 90 m i både østlig og vestlig retning. Mod øst var der en åbning i ringmuren. Det samlede borgområde omfattede derved et område på ca. 230 x 180 m svarende til et samlet areal på 42.000 m2 (til sammenligning omfatter Hammershus et samlet område på ca. 50.000 m2). Ringmurens forløb mod syd er ikke fastlagt.
Den største teglstensbygning uden for centralborgen var en treskibet bygning 48 x 1,5 m. I denne bygnings nordøstlige hjørne fandtes et kampestensfundament mellem ydermur og en indre mur, som menes at være fundament for en kakkelovn, idet der er fundet et trækulholdigt lag over fundamentet samt skår efter cylinderformede kakkelpotter, daterede til 1300-tallet. Kakkelpotterne har siddet i en muret ovnkappe med mundingen udad og bunden indad således, at den opvarmede flade blev størst og dermed udstrålingen af varme fra ovnen. Mens de to sideskibe har haft flisegulv, gælder dette ikke det centrale midterskib. Det formodes, at bygningen har været anvendt ved indkvarteringen af kongens rytteri, idet det opvarmede sideskib kan have været anvendt til mandskabskvarter. Senere er der sket en tilbygning på bygningens østside, hvis formål er usikker.
En anden teglstensbygning har været 10 x 17 m og med bevaret flisegulv.
Uden for selve borgområdet (den ydre ringmur) lå en teglovn nær Gurre Sø mod nordvest, en smedje (lige uden for muren), en kalkovn mod nordøst samt Sankt Jakobs Kapel mod øst.
Smedjen blev på grund af brandfaren ligget mod nordøst, uden for den ydre ringmur i hjørnet mellem den ydre ringmur og søen. Mellem smedjen og muren er fundet smedeslagger samt bronzeblik, søm og nagler af jern..
Kalkovnen, der lå mod nordøst, havde omtrent samme grundplan som teglovnen. Den bestod af et rektangulært rum, 4,5 x 6 m med tre indfyringsskakter af munkesten. Der blev fundet rester af kalksten, som ifølge deres kemiske sammensætning kan stamme fra Klintebjerg på kysten mellem Rørvig og Sjællands Odde.
Af Sankt Jakobs Kapel er kun kampestensfundamentet bevaret. Kapellet fik i 1364 relikvier, som blev givet til Valdemar Atterdag ved et besøg hos paven i Avignon. Der er ikke påvist begravelser i tilknytning til kapellet.
Det var på Gurre Slot, at Valdemar Atterdag døde den 24. oktober 1375.

### Møntsted
På Erik af Pommerns tid var Gurre endog møntsted. Mønten, den såkaldte Gurre Gros (Gros = 9 penning), der blev præget i 1430-erne, havde på forsiden en krone og på bagsiden et "E" På mønterne kaldes møntstedet "Castrum Gorge".

### Sidste år
I 1525 blev Gurre lagt til Kronen, i 1534 blev det mageskiftet til biskop Joakim Rønnow, men 1535 kom det tilbage til Kronen. Fra omtrent den tid har man ladet bygningerne forfalde, og på Frederik II’s tid skal Gurre være blevet nedrevet, og stenene vistnok benyttede til andre bygninger.

## Høvedsmænd
Historisk kendes følgende høvedsmænd på slottet:
- 1369–71 Jakob Nielsen (høvedsmand på Søborg og Gurre;
- 1376–77 Oluf Bjørnsen,
- 1393 Folmer Jepsen Lunge,
- 1397 Niels Aagesen (Jernskæg),
- 1458–70 Godske Barsebek,
- 1485–97 Torbern Arvidsen Baad;
- 1510 Laurids Knob,
- 1511 Johan Brockenhuus,
- 1523 Oluf Daa.

## Poetisk
Hvis de historiske kendsgerninger om Gurre Slot er sparsomme, så har flere af vore betydeligste digtere hentet inspiration derfra. Dog synes der at være sket en delvis sammenblanding med Lille Gurre nær Køng mellem Vordingborg og Næstved .
Yderligere er folkevisernes beretninger om kong Valdemar og Tove blevet inddraget i en digterisk behandling – vistnok var dette motiv knyttet til Valdemar den Store, men senere overført til Valdemar Atterdag.
Eksempler på digte med Gurre-motiv:
- J.L. Heiberg

"Snart er Natten svunden" Arkiveret 29. januar 2004 hos  Wayback Machine
"Kronborg"
- B.S. Ingemann

"Paa Sjølunds fagre Sletter"
- H.C. Andersen

"Gurre"
("Hvor Nilen vander Ægypterens Jord")
- Christian Winther

"Kong Wolmer paa Reisen"
- J.P. Jacobsen

"Gurresange" Arkiveret 3. januar 2004 hos  Wayback Machine
J.P. Jacobsens digtcyklus har gjort Gurre internationalt kendt pga. Arnold Schönbergs korværk Gurrelieder,, hvis tekst er en oversættelse heraf.